# Ağdərə
Ağdərəⓘ (armenisch Մարտակերտ Martakert; russisch Мардакерт Mardakert) ist eine Stadt in Aserbaidschan, die zum Bezirk Tərtər gehört. Zwischen 1992 und 2023 wurde sie von der Republik Arzach verwaltet. In dieser war sie als Martakert Hauptstadt der Provinz Martakert.

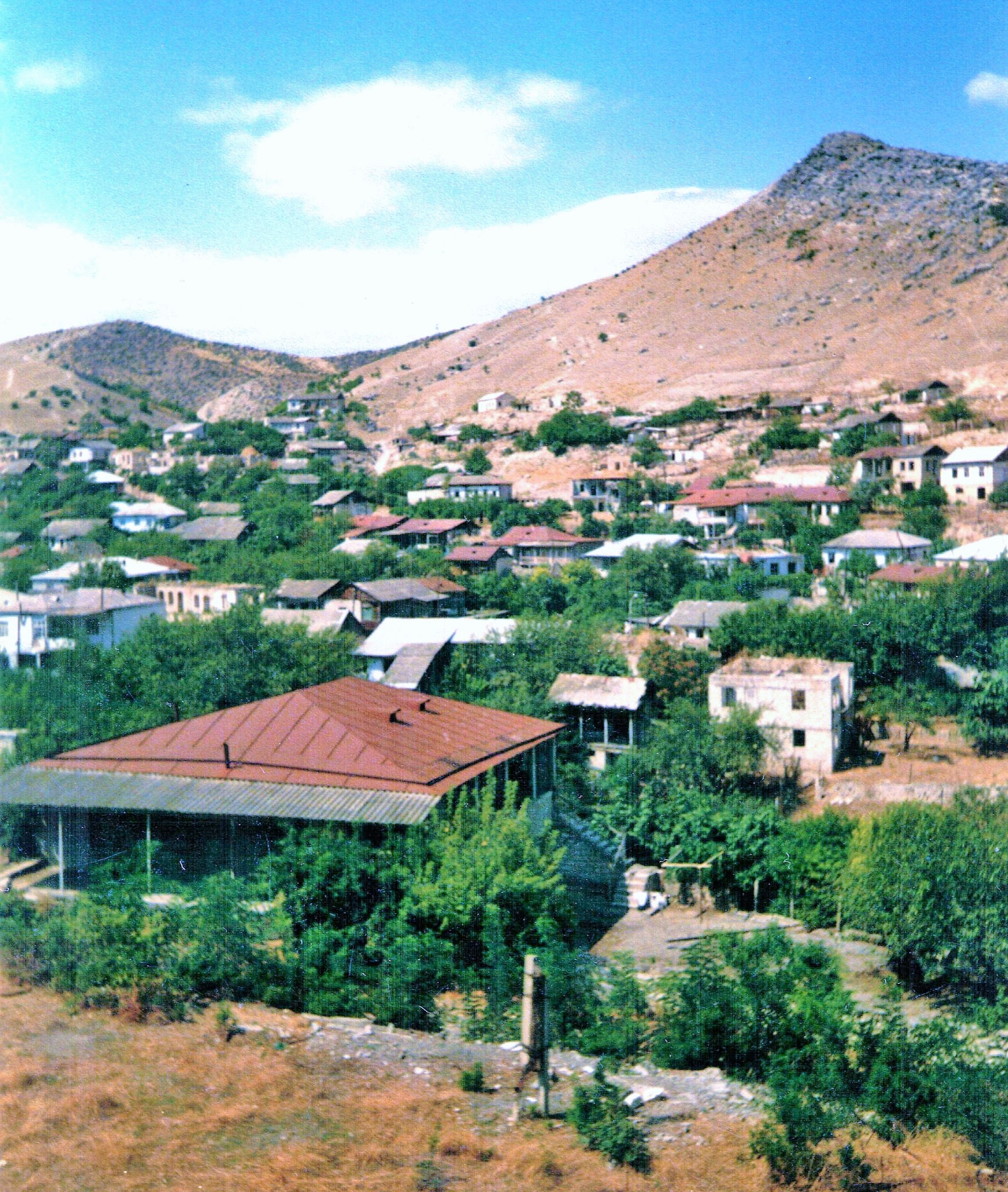
Stadtansicht (2002)

Nach der Offensive Aserbaidschans gegen Arzach am 19. und 20. September 2023 und der daraus folgenden Kapitulation und Auflösung der Republik Arzach sind fast alle Armenier aus der Stadt geflohen. Am 24. September geriet die Stadt unter die Kontrolle Aserbaidschans.

## Bevölkerung
Nach Angaben der Republik Bergkarabach lebten 2013 in der Stadt 4500 Einwohner. Andere Angaben gehen von 11.231 Einwohnern 2010 aus. Viele der aserbaidschanischen Einwohner wurden während des Konflikts in andere Teile Aserbaidschans vertrieben.
| Jahr | Einwohner | Anmerkungen                                                              |
| ---- | --------- | ------------------------------------------------------------------------ |
| 1921 | 2.429     | ausschließlich Armenier                                                  |
| 1939 | 3.721     | 3.340 Armenier (89,8 %), 248 Aserbaidschaner (6,7 %), 105 Russen (2,8 %) |
| 1970 | 5.683     | 5.472 Armenier (96,3 %), 135 Aserbaidschaner (2,4 %), 44 Russen (0,8 %)  |
| 1979 | 6.690     | 6.264 Armenier (93,6 %), 349 Aserbaidschaner (5,2 %), 41 Russen (0,6 %)  |
| 1989 | 8.325     | [ 8 ]                                                                    |
| 2005 | 4.262     | [ 9 ]                                                                    |
| 2015 | 4.478     | [ 10 ]                                                                   |

## Bauwerke
Ein Wahrzeichen der Stadt ist die 1881 erbaute und 2003 renovierte Kirche Johannes-der-Täufer-Kirche (Սուրբ Հովհաննես Մկրտիչ եկեղեցի).

## Geschichte
Mardakert gehörte seit dem 7. Juli 1923 zum Autonomen Gebiet Bergkarabach in der Aserbaidschanischen SSR und war in diesem die Hauptstadt des Rayons Dschraberd, welcher ab 1935 in Rayon Mardakert umbenannt wurde. 1985 erfolgte die Erhebung Mardakerts zur Siedlung städtischen Typs, was in etwa einer Minderstadt entspricht.
1989 hatte Mardakert 8325 Einwohner.
Nach Beginn der Kampfhandlungen um Bergkarabach nahm die aserbaidschanische Armee die Stadt am 4. Juli 1992 im Rahmen ihrer Sommeroffensive ein und kontrollierte sie danach etwa ein Jahr. Am 27. Juli 1993 wurde die Stadt von der Armee der Republik Bergkarabach erobert und stand danach unter deren Kontrolle.
Während der CONIFA-Europafußballmeisterschaft 2019 war die Stadt ein Austragungsort für insgesamt 3 Gruppenspiele im Vigen Shirinyan Stadion.
Mit der aserbaidschanischen Offensive im September 2023 kam der Ort wieder unter die Kontrolle Aserbaidschans. In den folgenden Wochen floh fast die gesamte Bevölkerung Bergkarabachs nach Armenien.

## Wirtschaft
Hauptwirtschaftszweige waren in den 1970er Jahren Milchwirtschaft und Weinbau.

## Städtepartnerschaften
Es besteht seit dem 8. Oktober 2010 eine Partnerschaft mit Wagharschapat,  Armenien.